# Bud Tristano
Bud Tristano (* 1959) ist ein amerikanischer Improvisationsmusiker (Gitarre).
Tristano ist der Sohn aus Lennie Tristanos zweiter Ehe mit Carol Miller. Auch wenn die Eltern sich 1964 trennten, wuchs er mit der Musik seines Vaters auf, den er allerdings zwischen 1971 und 1976 nicht traf. Er lebte längere Zeit zurückgezogen in den Wäldern im Westen von Pennsylvania. Dort musizierte er gelegentlich für sich; mit einem kleinen tragbaren Kassettenspieler und einem externen Mikrofon nahm er dies auf; aus den Aufnahmen stellte er einmal im Jahr eine Kassette zusammen, die er kopierte und an Bekannte und Verwandte schickte.
Später wurde Tristano durch Connie Crothers weiter geprägt, die mit ihm zwischen 1997 und 2001 das Album Primal Elegance einspielte. Aus seinen Soloaufnahmen der Jahre 1987 und 1997 traf er eine Auswahl, die er 2007 als Pesunqua veröffentlichte. Zwischen 2007 und 2013 entstand, im Duo mit dem Pianisten Kazzrie Jaxen, das Album Lenapewiattuck: River of the Lenape, das 2017 bei New Artists erschien.